# Altay Bayındır
Altay Bayındır (Bursa, 14 de abril de 1998) é um futebolista turco que atua como goleiro. Atualmente, joga pelo Manchester United.

## Carreira

### Início
Bayındır começou a carreira no Ankaragücü em 2016. Sua estreia profissional aconteceu em 30 de novembro de 2018, no empate de 1-1 contra o Çaykur Rizespor pela Süper Lig.

### Fenerbahçe
No dia 8 de julho de 2019, Bayındır foi anunciado oficialmente pelo Fenerbahçe.

### Manchester United
Em 1 de setembro de 2023, Bayındır foi contratado pelo Manchester United por £4.3 milhões.
Em 12 de janeiro de 2025, Bayındır virou o herói do United após defender um pênalti no tempo normal e outro nas cobranças, fazendo o time se classificar diante do Arsenal na FA Cup. Ele conseguiu recuperar sua fase no clube inglês após ter falhado na derrota de 4-3 contra o Tottenham Hotspur pela Copa da Liga Inglesa.

## Seleção
Bayındır fez a sua estreia pela Seleção Turca de Futebol em 27 de maio de 2021, em um amistoso contra Azerbaijão. Fez parte do elenco da Turquia da Eurocopa de 2020.

## Títulos
Fenerbahçe
- Copa da Turquia: 2022–23

Manchester United
- Copa da Inglaterra: 2023–24